# Catstye Cam
Catstye Cam ist einer der 214 Wainwright genannten Berge im nordenglischen Nationalpark Lake District und wird als Berg des Helvellyn Range den Eastern Fells zugeordnet.

## Name
Catstye Cam ist die offizielle Schreibweise  auf den Karten der Ordnance Survey. Alfred Wainwright bevorzugt in seinem Pictorial Guide to the Lakeland Fells die Schreibweise Catstycam. Eine dritte verbreitete Variante ist Catchedicam, die von Wainwright auch erwähnt wird.
Bei der Deutung des Namens wird angenommen, dass er aus den altnordischen Bezeichnungen kattr, stigr und kambr entstanden ist und etwa Grat/Schulter mit steilem (Wild-)Katzenpfad bedeutet.

## Topographie

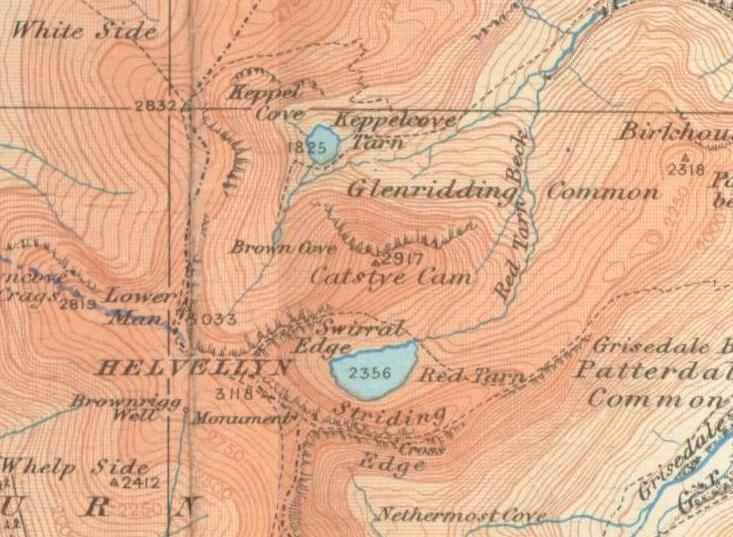
Karte des Catstye Cam und Umgebung von 1925. Höhenangaben in Fuß.

### Lage
Der Hevellyn Range genannte Bergzug liegt in Nord-Süd-Richtung zwischen den Seen Ullswater im Osten und Thirlmere im Westen und verläuft von Norden beginnend über die Berge Clough Head, Great Dodd, Stybarrow Dodd, Raise, White Side, Helvellyn Lower Man, Helvellyn und Nethermost Pike bis Dollywaggon Pike als südlichem Endpunkt.
Während die Westseite des Bergzuges im Wesentlichen aus mit Gras bedeckten, relativ sanft abfallenden Hängen besteht, ist die Ostseite steil und felsig. Der Grat Swirral Edge führt von der Nordseite des Helvellyn-Gipfelplateaus in nordöstlicher Richtung zum rund 900 Meter entfernten Catstye Cam.

### Aussehen
Catstye Cam zeigt von allen Seiten eine ausgeprägte Pyramidenform: am Gipfel treffen sich drei fast regelmäßig verteilte Grate, die relativ ebene Flanken aufspannen. Alfred Wainwright bezeichnet ihn als einen der schönsten Berge des Lake District und bedauert, dass er im Schatten seiner höheren Nachbarn zu wenig zur Geltung kommt, „denn er hat nahezu die perfekte Bergform mit einer sehr kleinen schmalen Gipfelregion und rundum steil abfallenden Seiten.“
Trotz der direkten Geländebrücke über Swirral Edge zum höheren Helvellyn weist Catstye Cam immer noch eine im Lake District beachtliche Schartenhöhe von 70 Meter auf.

### Täler
Südlich von Swirral Edge liegt in einem Talkessel Red Tarn, benannt nach dem roten Schotter in seiner Umgebung. Man findet in ihm Bachforellen und Coregonen. In der Mitte des 19. Jahrhunderts wurde seine Kapazität mit einem Damm aus Felsen erhöht, um so ein Wasserreservoir für die Greenside Bleiminen im Tal von Glenridding zu bilden.
Im nördlich gelegenen Talkessel Brown Cove gab es ursprünglich einen weiteren See, der ebenfalls als Wasserreservoir für die Minen diente, dessen Damm aber verfiel und deshalb kein Wasser mehr anstaut. An den nördlichen Hängen sind heute noch Überreste der Wasserleitung aus dem 19. Jahrhundert zu finden, die das angestaute Wasser in die Bleiminen leitete.
Die abfließenden Bäche aus Brown Cove und Red Tarn vereinigen sich am östlichen Fuß des Catstye Cam zum Glenridding Beck und fließen bei Glenridding  in den See Ullswater.

## Geologie
An Catstye Cam findet man hauptsächlich pyroklastisches Gestein in Verbindung mit Tuff, Brekzie, Lapilli und Dazit wie im gesamten Helvellyn-Bereich.